# N-ERGIE

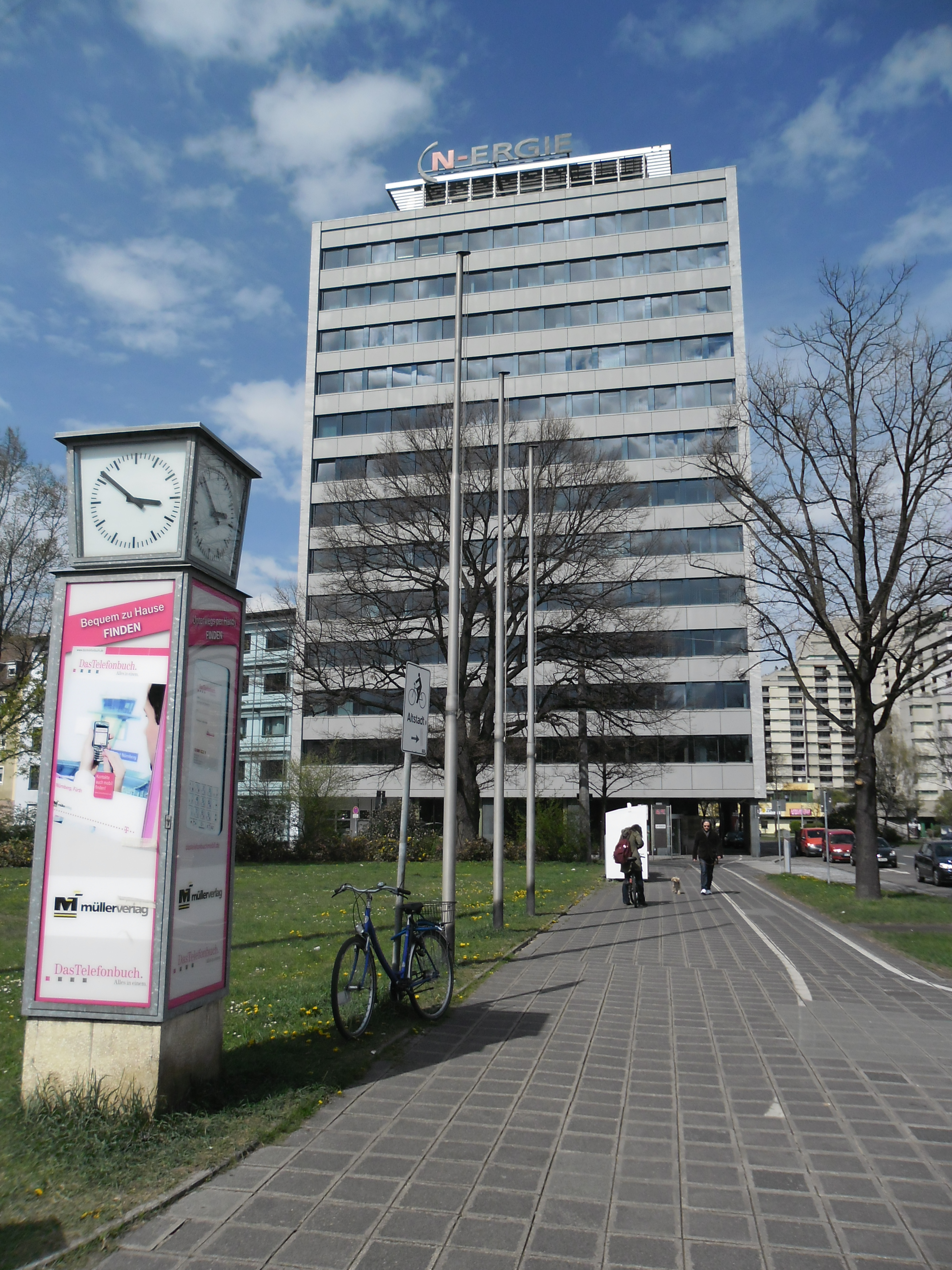
Ehemaliges Bürohochhaus der N-ERGIE Netz GmbH in der Hainstraße 34

Die N-ERGIE Aktiengesellschaft ist ein regionaler Energieversorger mit Hauptsitz im Nürnberger Plärrerhochhaus. Sie versorgt die Menschen in großen Teilen Nordbayerns mit Strom und Erdgas sowie die Einwohner der Stadt Nürnberg zusätzlich mit Trinkwasser und Fernwärme. 2024 setzten die rund 2.500 Beschäftigten im N‑ERGIE-Konzern mehr als 5,6 Mrd. Euro um. Das Unternehmen zählt zu den großen kommunalen Energieversorgern in Deutschland und setzt sich für eine dezentrale Umsetzung der Energiewende ein.

Neben der VAG Verkehrs-Aktiengesellschaft Nürnberg ist die N-ERGIE ein Tochterunternehmen der Städtische Werke Nürnberg GmbH (StWN).

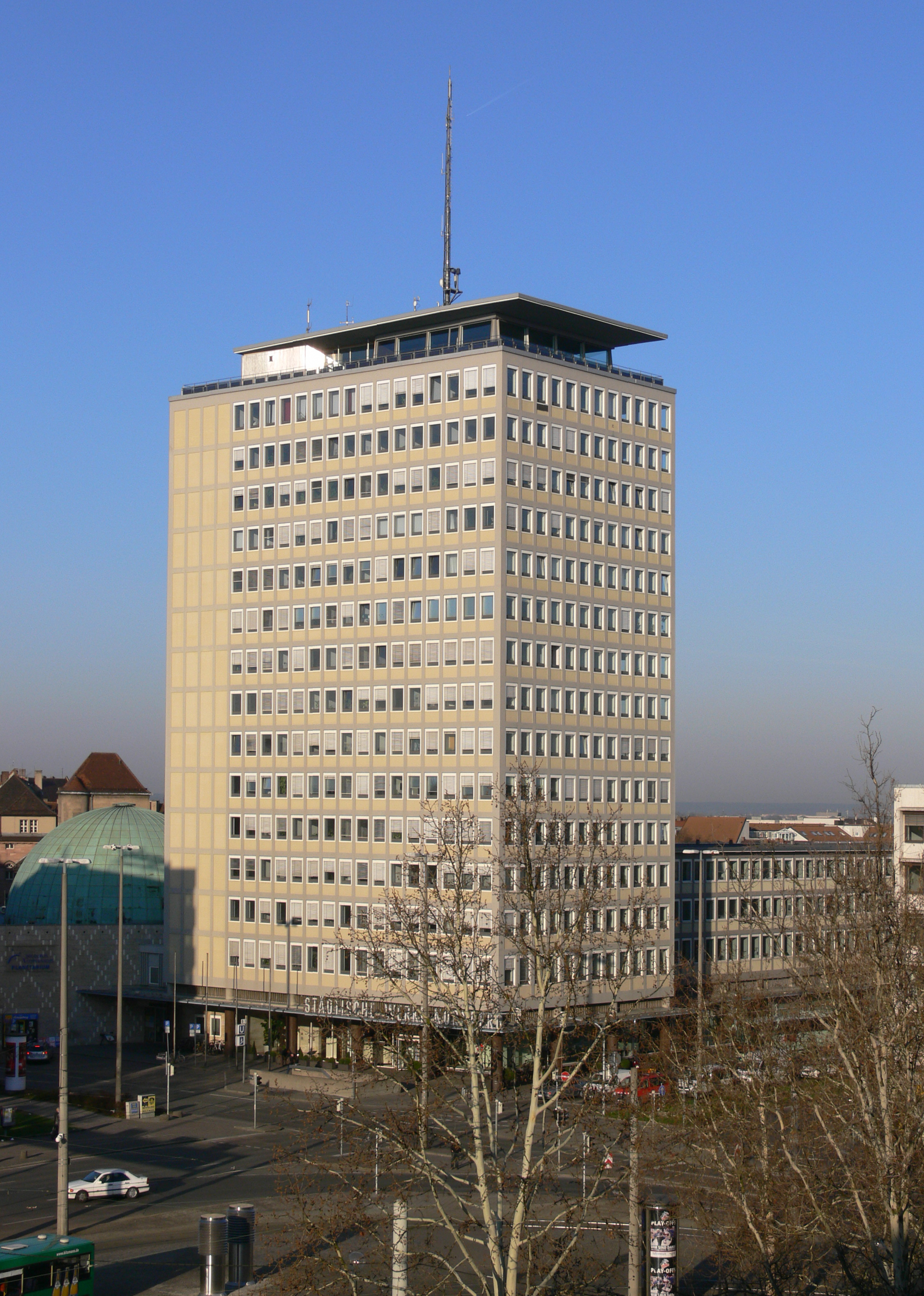
Plärrerhochhaus, Sitz des N-ERGIE-Konzerns

## Geschichte
1882 war Nürnberg als erste Stadt Deutschlands mit einer dauerhaften elektrischen Straßenbeleuchtung Vorreiter einer Entwicklung, die die Städte und später auch die ländlichen Gebiete grundlegend verändern sollte. Mit ihren Vorgängerunternehmen zählt die N-ERGIE zu den Pionieren der Stromversorgung Frankens.
Im März 2000 fusionierten die EWAG Energie und Wasserversorgung AG, die Fränkische Überlandwerk AG (FÜW) und die MEG Mittelfränkische Erdgas GmbH zur N-ERGIE Aktiengesellschaft. Die Städtische Werke Nürnberg GmbH (StWN) ist mit 60,2 Prozent und die Thüga Aktiengesellschaft mit 39,8 Prozent beteiligt.

## Netzgebiet
Die Strom-, Gas-, Wasser- und Fernwärmenetze werden vom Tochterunternehmen N‑ERGIE Netz GmbH betrieben. Das 8400 Quadratkilometer große Netzgebiet umfasst große Teile Mittelfrankens und angrenzende Regierungsbezirke. In das fast 29.000 Kilometer lange Stromnetz speisen über 100.000 dezentrale Erzeugungsanlagen wie Photovoltaik-, Wind- und Biogasanlagen ein. Das Fernwärmenetz umfasst rund 350 Kilometer, das Erdgasnetz rund 4500 Kilometer und das Trinkwassernetz rund 2300 Kilometer.
Die N-ERGIE Netz GmbH wurde am 18. Oktober 2006 als 100-prozentige Tochtergesellschaft der N-ERGIE Aktiengesellschaft mit Sitz in Nürnberg gegründet und nahm ihre Geschäftstätigkeit zum 1. Januar 2007 auf. Vom 1. Januar 2015 bis zum 31. Dezember 2019 hieß die Netzgesellschaft MDN Main-Donau Netzgesellschaft mbH.

## Technische Anlagen

### Konventionelle Erzeugung
Am Kraftwerksstandort in Nürnberg-Sandreuth erzeugt die N-ERGIE Fernwärme und Strom. Das Heizkraftwerk Sandreuth wird mit Erdgas, leichtem Heizöl, Holzhackschnitzeln und Mülldampf betrieben. Zum Heizkraftwerk gehören mehrere Anlagenteile: In den Bestand integriert ist unter anderem eine moderne Gas-und-Dampfturbinen-Anlage, die seit 2005 die alten Kohle-Anlagen ersetzt sowie ein Biomasse-Heizkraftwerk, durch das seit 2012 knapp acht Prozent der Fernwärme in Nürnberg aus erneuerbaren Energien stammen. Die GuD-Anlage sowie die Biomasse-Anlage haben einen maximalen Wirkungsgrad von über 85 Prozent. Zudem wird im Heizkraftwerk Sandreuth der von der benachbarten städtischen Müllverbrennungsanlage gelieferte Heißdampf in Strom und Fernwärme umgewandelt. Aus dem gesamten Anlagenpark können in der Spitze gleichzeitig bis zu 330 MW Fernwärme und 190 MW Strom in die Netze eingespeist werden.
Seit Ende 2014 ist an dem Standort einer der höchsten und modernsten Wärmespeicher in Europa im Einsatz. Er entkoppelt die Wärme- von der Stromerzeugung und macht so das Heizkraftwerk noch flexibler, was die Einspeisemöglichkeiten für erneuerbare Energien erhöht.
Durch das Heizkraftwerk können mit der Kombination aus Gas-und-Dampfturbinen-Anlage, Biomasse-Heizkraftwerk, Wärmespeicher jährlich rund 200.000 Tonnen CO2 vermieden werden.
Etwa 90 Prozent der Nürnberger Fernwärme gewinnt die N-ERGIE in ihrem Heizkraftwerk. Die restlichen zehn Prozent werden im Heizkraftwerk Klingenhof und in den Heizwerken Muggenhof, Maxfeld und Langwasser erzeugt. Das Heizwerk Langwasser wurde 2020 nach dem Vorbild des Heizkraftwerks Klingenhof zu einem Motoren-Heizkraftwerk ausgebaut. Darüber hinaus betreibt die N‑ERGIE eine Prozessdampfanlage am Nürnberger Klinikum.
Die N-ERGIE ist mit 25,2 Prozent über die Gemeinschaftskraftwerk Irsching GmbH (GKI) am Gaskraftwerk Irsching 5 beteiligt.
Im Jahre 2022 wurden die beiden bestehenden Erdgasturbinen im Heizkraftwerk durch zwei neue Erdgasturbinen (2 × 56 MW) ersetzt, die für Wasserstoff bereit sind (H2-ready).

### Regenerative Erzeugung
Die N-ERGIE betreibt über 30 Solarparks und ist an acht Windparks (insgesamt 38 Windräder) beteiligt. Die Bioerdgasanlage Gollhofen gehört ihr zur Hälfte. Das seit 1908 bestehende Flusskraftwerk Hammer an der Pegnitz gehört ihr komplett, es erzeugt pro Jahr rund 1,2 Mio. kWh Strom. Es fungierte vorher jahrhundertelang als Hammerwerk und Mahlmühle.
Anfang 2025 standen 352 Windkraftanlagen mit einer installierten Leistung von rund 0,75 GW im Netzgebiet der N-Ergie. Das Unternehmen erwartet, dass dies bis 2028 auf 1,3 GW, mehr als 1,6 GW im Jahr 2033 sowie fast 2,2 GW (im Jahr 2045) ansteigen wird.
Seit 2021 werden alle Privatkunden ohne Preiserhöhung automatisch mit Ökostrom aus RECS-Zertifikaten versorgt. Der grüne Strom soll ausschließlich aus Deutschland bezogen werden, rund die Hälfte davon aus der Region. Das Nürnberger Energiewendebündnis kritisierte die Umstellung auf reinen Ökostrom über Zertifikate als Greenwashing, da für die tatsächliche Einsparung von CO2 neue Anlagen gebaut werden müssten. Die N-ERGIE erzeuge mit seinen Anlagen nur 1 % des verkauften Stroms regenerativ selbst.
Um den geplanten weiteren Aufwuchs an regenerativ erzeugten Strom zu bewältigen, plant das Unternehmen zwischen 2025 und 2030 Investitionen in den Netzausbau von 1,3 Milliarden Euro. Unter anderem sollen vier Netzkupplungsstellen, um überschüssigen Strom von Fotovoltaikanlagen in das übergeordnete Netz von Tennet einspeisen zu können.

## Geschäftsfelder
Die Geschäftsfelder sind:

### Strom
2024 verkaufte die N-ERGIE 15.356 Mio. kWh Strom an Privat- und Geschäftskunden. Für Ökostrom des Produkts Strom Purnatur werden 1 Cent pro kWh in regionale Umweltprojekte investiert.

### Gas
Der Erdgasabsatz lag im Jahr 2024 bei 9.554 Mio. kWh.

### Fernwärme
Aktuell sind mehr als 50.000 Haushalte, Unternehmen und öffentliche Einrichtungen an die Nürnberger Fernwärme angeschlossen. Die Wärme wird hinter einigen dieser Anschlüssen noch in verschiedene Einheiten  weiterverteilt. Damit ist aktuell rund ein Viertel des Raumwärmebedarfs im Stadtgebiet Nürnberg gedeckt, Ziel der N-ERGIE ist, bis 2040 den Anteil zu verdoppeln. Parallel zum Ausbau des Netzes soll der Anteil klimaneutraler Energieträger in der Fernwärmeerzeugung steigen, um bis 2035 komplett klimaneutral zu sein. Dazu sollen ab 2026 eine Altholzverwertungsanlage und mehrere Großwärmepumpen fertiggestellt sein.
Früher stammte die Fernwärme ausschließlich aus Steinkohle, 1968 kam die Müllverbrennung hinzu, später folgte Klärgas. Die Kohle wurde 2005 durch Erdgas ersetzt und seit 2012 wird zusätzlich Biomasse verheizt. Stand 2020 erzeugt die Verbrennung von – als nicht fossil eingestuftem – Müll 16 %, Klärgas 3,5 % und Holz 1 % der Fernwärme, bis 2023 stieg die Summe auf 30 %.
Der Fernwärmeabsatz lag 2024 bei 1.005 Mio. kWh, die Netzverluste betrugen 205 Mio. kWh, also 20 %. Februar 2021 war die Fernwärmeversorgung wegen eines Brandes im Kraftwerk Franken I für einige Tage eingeschränkt.

### Trinkwasser
Die N‑ERGIE versorgt Nürnberg und Schwaig mit Trinkwasser aus fünf verschiedenen Gewinnungsgebieten: Dazu zählen die Wasserwerke Erlenstegen/Eichelberg, Ranna, Krämersweiher, Am Forsthaus und Genderkingen.
Rund 70 Prozent des jährlichen Trinkwasserbedarfs stellt die N‑ERGIE aus eigenen Wasserwerken bereit. Die restlichen 30 Prozent bezieht sie vom Zweckverband Wasserversorgung Fränkischer Wirtschaftsraum (WFW) über eine Fernleitung aus dem Wasserwerk Genderkingen.
Die N-ERGIE betreibt eine Politik des vorsorgenden Trinkwasserschutzes. In den Gewinnungsgebieten sorgt das Unternehmen in rund 19.200 Hektar großen Wasserschutzgebieten dafür, dass das Grundwasser so wenig wie möglich mit Schadstoffen in Berührung kommt. Mit rund 35.000 Untersuchungen pro Jahr stellt die N-ERGIE die hohe Qualität des Trinkwassers sicher.
1 Kubikmeter (1.000 Liter) des Nürnberger Trinkwassers kostet 2,10 Euro, 10 Liter damit 2 Cent. 2024 verkaufte die N-ERGIE 31 Mio. Kubikmeter Wasser.

### Elektromobilität
Der Fuhrpark der N-ERGIE umfasst mehr als 160 Elektrofahrzeuge. Die N-ERGIE ist eines der Gründungsmitglieder des LadeVerbundPlus und baut gemeinsam mit über 65 Stadt- und Gemeindewerken die Ladeinfrastruktur in Nordbayern und darüber hinaus aus. Der LadeVerbundPlus verfügt über rund 1.200 Ladesäulen.
Über ihr Tochterunternehmen N-ERGIE Effizienz GmbH ist die N-ERGIE seit 2018 an der reev GmbH beteiligt, die individuelle und modulare Lösungen für den Aufbau und die intelligente Steuerung von Ladepunkten entwickelt.

## Engagement
In ihrem Versorgungsgebiet engagiert sich die N-ERGIE ökologisch, kulturell und sportlich. Dazu zählen unter anderem das CO2-Minderungsprogramm, Spendenaktionen sowie das Sponsoring von Veranstaltungen wie der Blauen Nacht, des Erfahrungsfelds zur Entfaltung der Sinne, des DATEV Challenge Roth, des 1. FC Nürnberg oder der Nürnberg Falcons. Eigene Veranstaltungen wie die N-ERGIE-Kinotour oder Angebote wie die N-ERGIE-Schulinformation kommen den Menschen vor Ort zugute. 2019 startete der Energieversorger eine eigene Crowdfunding-Plattform, die N-ERGIE Crowd.